# 福島第一原子力発電所における放射性廃棄物の処理と管理
福島第一原子力発電所における放射性廃棄物の処理と管理（ふくしまだいいちげんしりょくはつでんしょにおけるほうしゃせいはいきぶつのしょりとかんり）では、東京電力福島第一原子力発電所に建設された放射性廃棄物を処理するための諸施設について説明する。なお、本発電所は放射性廃棄物の処理施設が運転開始後に段階的に追設されていった経緯があり、使用済み燃料棒の保管場所も専用の建屋を増設することで後の世代の原子力発電所並の容量を確保した。これらについても説明するものとする。
なお、原則として福島第一原子力発電所事故前の状況について取り扱う。

## 運開時の放射性廃棄物処理

### 液体廃棄物
液体廃棄物は発生源別に床ドレン系、ランドリードレン系、機器ドレン系、化学廃液系の4種に区分し収集・処理するものとした。
| 分類               | 発生源                                                                             | 特徴                                      | 処理方法 |
| ------------------ | ---------------------------------------------------------------------------------- | ----------------------------------------- | --- |
| 床ドレン系         | 各建屋の床ドレン系より排出                                                         | 放射能は極めて低いが、電気伝導度は高い    | プリコート型フィルタでろ過後、放射能濃度を測定し、法定基準値以下の場合は復水器冷却水で希釈して放出             |
| ランドリードレン系 | 洗浄、除染により発生し、オイル、洗剤を含む                                         | 放射能濃度は極めて低い                    | カートリッジ型フィルタでろ過後、床ドレン系と合流し希釈放出                                                     |
| 機器ドレン系       | 一次系ポンプ、バルブからの漏洩水、サンプルラインからの排出液、復水脱塩装置の逆洗水 | 放射能は高いが、電気伝導度は低い          | プリコート型フィルタ、イオン交換樹脂により不溶解性粒子、溶解性イオン状不純物を除去し、原子炉補給水として再利用 |
| 化学廃液系         | 復水脱塩装置の再生廃液                                                             | 硫酸ソーダが主成分で電気伝導度50μV/cm以上 | 濃縮器で減容し、ドラム缶内にセメント固化して固体廃棄物として処理                                               |

### 固体廃棄物
固体廃棄物としては下記のものがある。
- フィルタ、イオン交換樹脂：炉水不純物の除去に使用
- 濃縮廃液：復水脱塩装置の樹脂再生時使用した水を蒸発濃縮したもの
- 雑固体物：紙、布類
- 炉内機器：使用済制御棒等

これらは発生源別に特徴、放射能レベルが異なるため、発生源ごとにグループ分けして処理する。

## 運開初期の課題
1号機が運転を開始した1971年の時点から、運転に伴って発生する放射性廃棄物を入れたドラム缶に貯蔵していたが、その本数の増加率が問題であった。そのため、東京電力としても、廃棄物については発生量を減らすとともに、発生した廃棄物を減容することに工夫を凝らす必要は認めていた。
このため、日立製作所、東芝、日揮、日本碍子といった関係メーカーと共に課題摘出を行い、フィジビリティスタディ、研究開発、各種実用化試験などを進め、対処策を実施していった。

## 低レベル放射性廃棄物処理の改善

### 放射性派生物集中処理施設
上記検討の結果、放射性派生物集中処理施設の建設が1980年11月から開始され、試運転を経た後1984年8月より本格運転を開始、当時としては日本の原子力施設で初の導入例でもあった。
集中処理施設は下記の4つの施設から構成される。
| 設備名称                           | 対象派生物                      | 従来の処理方法                           | 集中処理設備                                     | 設備供給者 |
| ---------------------------------- | ------------------------------- | ---------------------------------------- | ------------------------------------------------ | ---------- |
| 放射性液減容処理設備               | 床ドレン液再生液 （1～4号機）   | セメント固化方式                         | ペレット固化方式 （約1/8）                       | 日立製作所 |
| ランドリセンタ・洗濯液濃縮処理設備 | 洗濯液 （1～6号機）             | 各機別々に処理し、 ろ過処理後希釈放出    | 集中処理方式 濃縮処理後、回収再利用（一部放出）  | 東芝       |
| 機器ドレン処理設備                 | 機器ドレン液 （1～4号機）       | ろ過助剤を使用するため、二次派生物が発生 | 非助剤型のフィルタのため、二次派生物を大幅に減少 | 日揮       |
| 可燃性雑固体焼却設備               | 可燃性雑固体派生物 （1～6号機） | 圧縮ドラム缶詰方式                       | 焼却減容方式 （約1/40）                          | 日本碍子   |

集中処理施設は4号機の南側に立地。プロセス主建屋、焼却炉、工作機械設備建屋、補助建屋から成る。延床面積は36,000m2、主建屋の容積はBWR-5のような110万kWクラスの原子炉建屋に匹敵し、建設は鹿島建設、前田建設が担当した。
- 放射性液減容処理設備：減容の他どのような処分方法にも適用可能な形態派生物を保管することを目的に、1970年に仮固化方式との比較研究を開始し、約10年の開発期間を経て1978年から実機設計を開始した。最終的に完成するペレットの原液に対する減容比は500分の1となる。受タンクに投入された原液は濃縮プロセスで真空蒸発強制循環型濃縮器を経て濃縮される。次いで、乾燥プロセスにより遠心薄膜乾燥機により乾燥・紛体化し、ペレット作成のため所定の含水率以下であることを確認した後、造粒プロセスにてアーモンド状のペレットに成型される。ペレットを保管する貯槽は1基800m3で、1～4号機の年間発生量5年分。1984年当時は4基分の貯槽敷地が準備され、2基が竣工していた[7]。

- ランドリセンタ・洗濯液濃縮処理設備：開発期間は約2年。作業員の負担軽減を目的とし、洗濯物の放射線サーベイ、および折り畳み作業は本設備の導入によって機械化された。処理能力は2プラントの点検作業量に対応し、4,920kg/日、入域者数換算で約3000名/日に相当する。洗い水（2回）、すすぎ水（3回の内最初の1回）が大気圧蒸発式強制循環型の濃縮設備に投入される[8]。

- 機器ドレン処理設備：主な仕様として、1プラント分の機器ドレン液約100m3を受入し、各80段のろ過器を2回通す[9]。

- 可燃性雑固体焼却設備：古屋等によれば、この施設は当時他社でも既に導入されていたという。主な仕様としては処理容量は75万kcal/h（雑固体100kg/h）、除染係数105、減重比40分の1以上であった[10]。

また、集中処理設備で使用する冷却用海水を取水するため、4号機の取水口と南防波堤に囲まれた取水庭の角部に取水ポンプ室が施工された。形式は縦型渦巻式で容量は1890m3を3台（内、予備機1台）設け、ポンプ本体は保守性を加味して吊り上げ可能な構造を求められている。工事に当たっては、ポンプ室建屋が従来護岸よりせり出した位置に設置するため、各種工法が検討されたが、仮締切の不要な棚式鋼構造が採用され、従来工法に比較し工期を3ヶ月短縮した。なお、ポンプ室は建屋1F床面でOP+4.200m程である。ポンプ本体と除塵機もこのレベルに据付される。その他、当地で宮城県沖地震にて取得した富岡波と呼ばれる地震波のデータを用いて予め構造解析も実施され、問題ないことを確認したとしている。最終的に、新工法を採用した成果で工期で38%、工事費で44%の削減を達成した。

### 低レベル処理設備の増設
東京電力は1986年に福島県、双葉町、大熊町に対して「低レベル処理設備」を1989年までに新設する旨の事前了解を求め、了解を得た。
この低レベル処理設備は、高温焼却炉と高温圧縮機（減容処理用高圧縮プレスシステム）から構成される。この処理設備により不燃性の放射性廃棄物（不燃性雑固体。金属、ガラス、コンクリート等）の処理も改善が進められた。
- 高温焼却炉：不燃性雑固体処理の主要施設として機能する。これは日揮が受注し、大洗の原子力技術開発センターにて実証試験を行った後、本発電所に納入された。実証試験を見学した海外の専門家を通じ、引き合いも相次いでいたという[18]。炉は1400℃程度で運転し、使用済み保温材、フィルター、針金、可燃物の処理が可能で1時間当たりの処理能力は100kgである[17]。

- 減容処理用高圧縮プレスシステム：1988年当時、日本碍子は本発電所からの排出分を含めて、日本国内の放射性廃棄物焼却装置の全てのサプライヤーであった。また、不燃性雑固体についても先行しており、本システムを開発、1988年12月に本発電所に1号機を納入の予定であった。従来不燃性雑固体はドラム缶へ入れていたが、隙間が多く貯蔵効率が悪かった。一方でこの装置はセラミックス圧縮成型の技術を転用した。廃棄物の入ったドラム缶に最大1500tの圧力をかけて周囲から締め付け、直径を1割ほどに絞り込み、次に上下方向から圧縮して円板状のペレットに成型しドラム缶に3個まとめて詰め込む。これにより本発電所で出る金属主体の不燃性雑固体容積を平均3分の1に圧縮することが可能となった。詰め込むペレットの組み合わせは再充填したドラム缶の表面放射線量も200ミリレム以下に抑制するように決め、毎時15個のドラム缶を処理出来るという[19][20]。

また、集中施設運転開始時には1～4号機分を賄う容量しかなかった固化処理施設もこの増設で、全機の固化処理が可能となる計画だった。完成予定は1987年5月末であった。

## その他の処理方策の進展
1980年代には上記集中処理施設の他、幾つかの進展が報じられ、新製品の実証試験にも供されている。

### 電解研磨除染法実証試験
1983年1月より作業員の被曝量を低減するため、東京電力原子力開発研究所主導で、電解研磨除染法の実証試験が2号機でスタートした。システム全体の統括は東電エンジニアリング、装置一式の納入は荏原インフィルコ、システム運用法、適用性評価は東洋エンジニアリングが担当した。電解研磨除染法は定期検査時に使用した工具類、交換する各種バルブ、ポンプ、配管の除染が目的で、電解槽内にこうした器具を浸し、器具を陽極として電流を流し、金属材料表面に溶解現象を発生させて表面に付着した放射性物質を除去する仕組みである。利点としては下記が挙げられ、最終評価は1983年末に下される計画であった。
- 従来の方法に比較し処理時間が短い
- 除染効果が大きい
- 工具類の再使用が可能
- 工具類の再使用により廃棄物の発生量が減少する

### フレオン溶剤法による放射能除染システム実証試験
また1983年には日立、日立プラント建設がフレオン溶剤法による放射能除染システムの実証試験を本発電所の建屋内で開始した。フレオンは放射性物質が付着した衣類のドライクリーニング用に従来から使用されていたが、両社はこれを除染にも応用し、洗濯層の中に除染対象物を入れて高圧でフレオン溶剤を吹き付け、放射能を洗い落とす方法に応用した。溶剤は除染後にフィルターで放射性物質を除去して再利用する。電解研磨法との相違点は、電極配置を考慮しなくていいのでどのような形状の対象物にも使用できること、錆びついた対象物には不向きなことである。

### 放射能汚水用フィルター洗浄システム
また1983年、大阪機工は「プラント各社と対等な立場での開発」をモットーに放射能汚水用フィルターを無人で洗浄するシステムを納入した。開発には2年を要し、何枚も重なっているフィルターをはがす作業はロボットが行う。これによりフィルターの再利用が可能となり、本システムは同社の市場開拓にも大きな貢献をしたという。

### 高性能身体用放射性物質除染剤の導入
また、1987年、東京電力は東洋エンジニアリングと共同開発した身体用放射性物質除染剤を発売した。天然オレンジの皮に含まれる油分をクリーム状にし、表面汚染密度を100分の1にする。開発は1983年から開始し、性能試験は本発電所で人間の皮膚に近い豚の生皮に放射性ドレイン（コバルト60、マンガン54等を含有した排液）を塗った結果、従来の酸化チタン除染剤の10倍の効果を確認した。用途としては人体用の他、保修工具、部品の表面汚染除去にも展開を検討していた。

## 蓄積される放射性廃棄物
応力腐食割れ対策で放射性のクラッドが循環水に混入するのを防いだり、上記のような努力によって発生物を減容する努力が重ねられた。しかし、初期に建設されたこともあり放射性廃棄物の貯蔵量は2011年の事故を起こす前から多いことで知られていた。1991年9月時点では全国で38棟、ドラム缶換算で47万5000本余りのうち、本所では24万5313本を保管しており、福島第二の1万4774本より一桁以上多かった（なお、当時の本所貯蔵施設は8棟、容量は29万8500本であった）。

## 使用済燃料貯蔵施設の増設

### 背景
運転開始後四半世紀を過ぎると使用済み燃料の貯蔵要求が増して行ったが再処理施設の建設は延々として進まなかった。そこで、本発電所全原子炉共用の設備として使用済み燃料共用プール、および乾式キャスク貯蔵施設が1990年代に建設された。

### 乾式燃料貯蔵設備
増設貯蔵施設として、共用プールと同時期に乾式燃料貯蔵設備（乾式キャスク貯蔵施設とも）が建設された。1991～1992年度にかけ、電力共通研究として『使用済燃料の乾式キャスク貯蔵の安全性に関する研究』を実施しており、東京電力はこの研究結果を元に施設の設計・建設を進めた。乾式燃料貯蔵設備は、4号機と6号機の使用済み燃料貯蔵に割り当てされた。使用済容器はプラント規模の違いを考慮して下記の2種
- 中型容器：使用済燃料37体を貯蔵。4号機用に4基設置し、合計で炉心装荷燃料の約28%を保管可能。
- 大型容器：使用済燃料52体を貯蔵。6号機用に5基設置し、合計で炉心装荷燃料の約35%を保管可能。

が選定された。使用済み燃料は8×8型を想定し、タイプを問わず燃料交換時に炉心から外れて4年以上冷却期間を経たものが貯蔵対象とされている。4年間の冷却期間を経ることで、燃焼度が40000MWD/tu以下となっていることが前提である。
乾式キャスク自体は燃料輸送用のものが既に実用されていたが、この施設で使用する容器は長期保管用であるため、輸送用に比較し、次のような相違点がある。
- 蓋を2重構造化し、ガスケットは輸送用容器で使用されているゴム製から金属製に変更した
- 2重蓋の間にヘリウムガスを充填加圧し、金属ガスケットが劣化等により漏洩を生じても容器内のガスが外部に漏出することを防止している
- 容器内も熱伝導性が良く不活性なヘリウムを充填している。

容器本体の構成は次のようになっている。
- 胴板、底板：鍛造炭素鋼製（耐圧部材、ガンマ線遮蔽の役割を果たす）
- 一次蓋：鍛造炭素鋼製（ガンマ線遮蔽、胴板・底板に対応する部材）
- 二次蓋：ステンレス鋼製。中性子遮蔽材を内蔵
- 中性子遮蔽材：レジン製
- 伝熱プレート、外筒

容器内部はバスケットと呼ばれるボロン添加アルミニウム合金で格子状に仕切られ、各使用済燃料を所定位置に収納する。円筒状の容器は横置きして保管するため、トラニオンと呼ばれる円筒支持部材で固定され、キャスク支持架台と一体化している。容器については耐震性の面からも検討が加えられ、原子炉建屋の使用済み燃料プール同様、Asクラスの耐震性を有する。製造は神戸製鋼、三井造船にて実施した。
キャスク保管建屋は新設せず、使用済み燃料輸送容器を保管していた建屋を改造した。建屋は大きく保管棟と検査棟に分かれ、検査棟には天井クレーンが備えられている。保管中は貯蔵容器監視装置が放射線、圧力、温度等を監視している。保管建屋は容器自体がAsクラスの耐震性を持ち、建屋内で開封を行わないことからCクラスとして設計されている。ただし、S2地震動に対して安全上支障ないことは確認している。
使用済燃料の初装荷作業は6号機分が1995年9月～11月、12月～1996年1月に4号機分を実施した。装荷作業は各原子炉建屋内で、IAEAの監視下での実施し、最後にIAEAの封印がなされた。

### 共用プール
1993年4月13日、東京電力は福島県知事の佐藤栄佐久のもとに共用プールの事前了解を求めてきた。この際、佐藤は保管燃料の搬出時期について確認を取るため、通産省に照会した。県庁に来庁した通産省の担当課長は2010年と明言した。しかし、1994年に策定された政府の原子力長期計画には「2010年ころに、再処理に関する方針を決定する」と趣旨が変えられていた。通産省に再度趣旨を糾したところ、説明した担当課長は異動していた。佐藤栄佐久はこの件で、ローテーション人事に乗っかった官僚の無責任さを痛感し、原子力政策に対する不信の原点になった旨を回顧している。
共用プールは1993年計画、1997年10月1日に完成し、総工費は約450億円であった。ただし、核燃料サイクルへの疑問から福島県が神経をとがらせ始めていた保管燃料の六ヶ所村再処理施設への搬出は六ヶ所での反対運動の影響で遅れをみせており、保管された燃料の先行きは佐藤栄佐久が1994年に懸念した以上に不透明な中での運用開始であった。
本発電所は日本でも初期に建設されたため、各号機建屋の使用済燃料貯蔵プールの容量が約250%（燃料集合体8310体）しかなく、後発のプラントの半分の容量であった。これを補うためには別に貯蔵場所を確保する必要があった。共用プールは技術的・法規的には既存の燃料プールの延長にあるもので、各号機の貯蔵プールと同様にステンレス鋼を内張りしたコンクリート製である。臨界を防止するため使用済み燃料は貯蔵ラックに収納される。燃料本数は1～6号機全燃料装荷量の200%に相当する容量であるが、1～6号機から1年に発生する使用済み燃料は700体のため、約10年分の貯蔵量である。集合体ごとに分割された使用済み燃料とは言え崩壊熱は発生しているため、プール水冷却浄化系が設けられている。冷却のために、大気を媒体としたファン式の空気式冷却塔を設置している。これはファンにより冷却媒体の空気を伝熱管束に導く熱交換器の一種だが、『原子力eye』1998年4月号での報告記事によれば、設置場所、共用プールの冷却法に制限があったため設置場所を選ばない冷却方式を求めた結果であるという。
- 主要寸法：横約12m、縦約29m
- 燃料集合体長さ：約4.5m
- プール水冷却浄化系：2系統
- 燃料取扱装置：1基
- キャスク搬送台：1基
- 天井クレーン：2基
- 貯蔵容量：6840体